# 下議院領袖
下議院領袖（英語：Leader of the House of Commons），是英國政府的內閣大臣之一，負責主管下議院領袖辦公室。
現任商業及貿易大臣是布樂詩，自2024年7月5日就任。

## 職責
下議院領袖負責安排政府的下議院事務。此職位過往由首相兼任，但自1942年起，該職位改由樞密院議長或其他內閣大臣兼任。
下議院通常花費一定時間討論政府事務（如審議政府引入的法令，發表官員聲明等）。下議院領袖與執政黨首席黨鞭（Chief Whip）負責組織政府事務，為討論非政府事務抽出時間，並在每個星期的星期三公佈下星期議程。
當英國副首相一職空缺（或不設副首相），首相本人又未能參加會議之時，下議院領袖有可能代替首相，進行首相答問環節。

## 資料來源
1. ↑   (PDF). 2022-12-15  [2024-06-23]. （原始内容存档 (PDF)于2023-04-13）.
2. ↑  . parliament.uk.   [2022-12-15]. （原始内容存档于2022-10-30）.
3. ↑  . GOV.UK.   [2024-07-05]. （原始内容存档于2024-07-05） （英语）.
4. ↑  Gay, Oonagh.  (PDF). 下議院圖書館議會及憲制事務中心. 4 August 2005  [22 May 2009]. （原始内容 (PDF)存档于2009年5月30日）.